# La Léchère
La Léchère é uma comuna francesa na região administrativa de Auvérnia-Ródano-Alpes, no departamento de Saboia. Estende-se por uma área de 102,86 km². Em 2010 a comuna tinha 2 690 habitantes (densidade: 26,2 hab./km²).